# Los Álamos (California)
Los Álamos es un lugar designado por el censo ubicado en el condado de Santa Bárbara en el estado estadounidense de California. En el año 2000 tenía una población de 1.372 habitantes y una densidad poblacional de 224.9 personas por km².

## Geografía
Según la Oficina del Censo, la ciudad tiene un área total de 6,1 km² (2,4 mi²), de la cual 6,1 km² (2,4 mi²) es tierra y 0 km² (0 mi²) 0.00% es agua.

## Demografía
Los ingresos medios por hogar en la localidad eran de $47,321, y los ingresos medios por familia eran $49,125. Los hombres tenían unos ingresos medios de $32,206 frente a los $30,714 para las mujeres. La renta per cápita para la localidad era de $18,013. Alrededor del 13.1% de la población estaban por debajo del umbral de pobreza.